# Нагорпітчай Сіккандер
Нагоорпітчай Сіккандер (англ. Nagoorpitchai Sikkander) (1945) — ланкійський дипломат. Надзвичайний і Повноважний Посол Шрі-Ланки в Україні (1998—2003) за сумісництвом

## Життєпис
Народився в 1945 році. Отримав академічну підготовку з економіки та питань ринку праці в Шрі-Ланці та США. Він приєднався до Служби закордонних справ Шрі-Ланки у 1981 році. У 1991 році був першим секретарем Постійного Представництва Шрі-Ланки при ООН, Нью-Йорк.
У 1997—2003 рр. — Надзвичайний і Повноважний Посол Шрі-Ланки в РФ.
У 1998—2003 рр. — Надзвичайний і Повноважний Посол Шрі-Ланки в Україні за сумісництвом.
У 1998—2003 рр. — Надзвичайний і Повноважний Посол Шрі-Ланки в Грузії за сумісництвом.
У 1999—2003 рр. — Надзвичайний і Повноважний Посол Шрі-Ланки в Узбекистані за сумісництвом.
У 2003—2005 рр. — начальник протоколу Міністерства закордонних справ Шрі-Ланки.
З 3 березня 2005 року — Надзвичайний і Повноважний Посол Шрі-Ланки у Стокгольмі, Швеція.
З 23 травня 2005 року — Надзвичайний і Повноважний Посол Шрі-Ланки в Латвії за сумісництвом.
З 18 серпня 2005 року — Надзвичайний і Повноважний Посол Шрі-Ланки в Естонії за сумісництвом.
З 18 жовтня 2005 року — Надзвичайний і Повноважний Посол Шрі-Ланки в Ісландії за сумісництвом
З 14 грудня 2005 року — Надзвичайний і Повноважний Посол Шрі-Ланки в Литві за сумісництвом.